# Q.I. (chanson)
Singles de Mylène Farmer
Fuck Them All
(2005) Redonne-moi
(2005)
Q.I. est une chanson de Mylène Farmer, sortie en single le 4 juillet 2005 en tant que deuxième extrait de l’album Avant que l'ombre....
Sur une musique électro pop de Laurent Boutonnat, la chanteuse écrit un texte coquin et assez léger dans lequel elle s'amuse à jouer avec les mots, afin de décrire la fusion intellectuelle et physique entre deux êtres.
Réalisé par Benoît Lestang, le clip a été tourné à Budapest, en Hongrie, avec pour partenaire le danseur espagnol Rafael Amargo.
Le titre connaît le succès en France, atteignant la 7e place du Top 50, et devient la 11e chanson francophone la plus diffusée dans le monde en 2005.

## Contexte et écriture
En avril 2005, Mylène Farmer sort un nouvel album, Avant que l'ombre..., six ans après l'album Innamoramento et plus de trois ans après sa compilation Les Mots.

Porté par le single Fuck Them All (no 2 du Top 50 au mois de mars), Avant que l'ombre... se classe directement à la première place des ventes et est certifié disque de platine en deux semaines pour plus de 300 000 ventes, malgré l'absence totale de promotion de la part de la chanteuse.

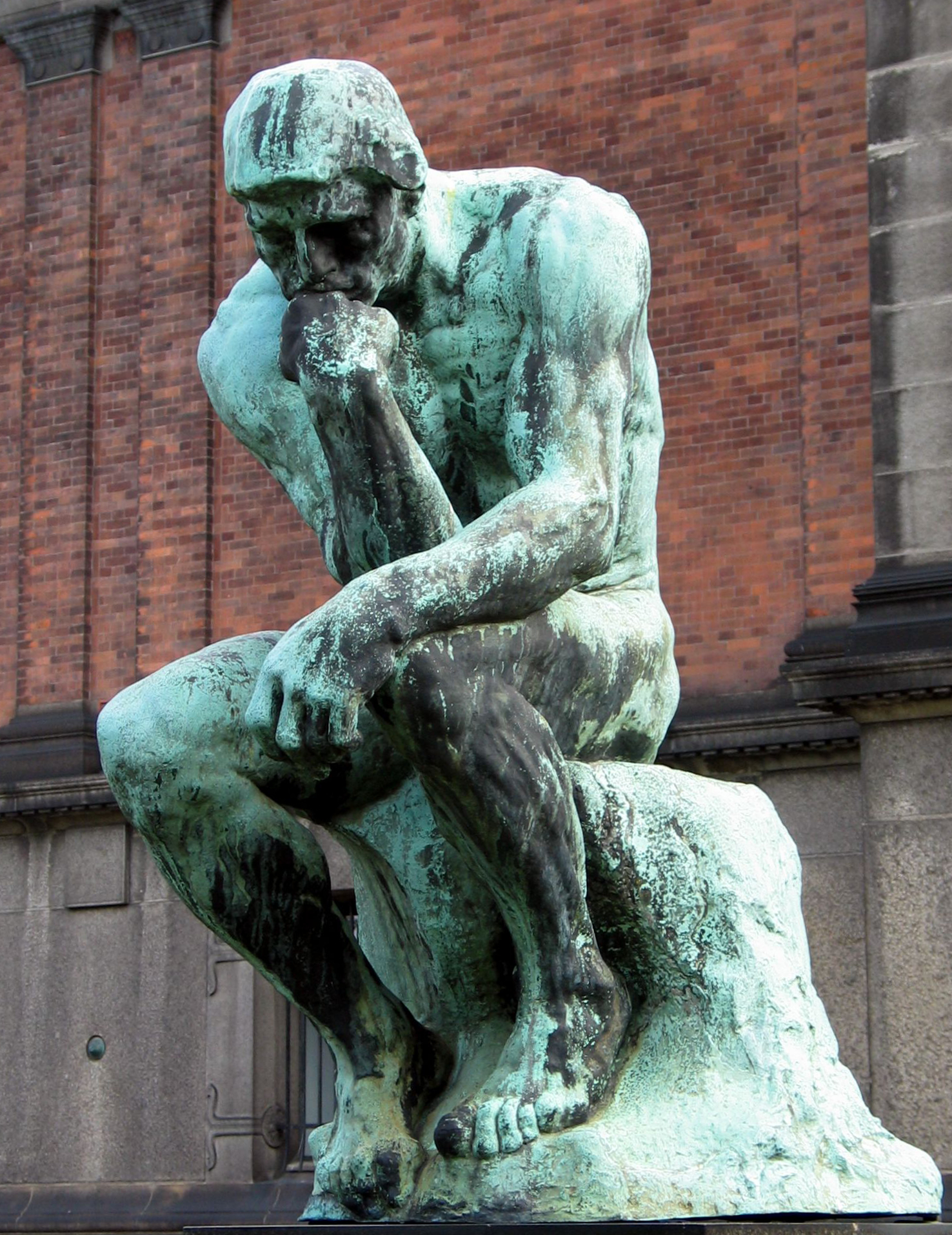
Le Penseur d'Auguste Rodin.

Un mois après la sortie de l'album, le titre Q.I est envoyé aux radios en tant que deuxième extrait de l'album.
Sur une musique électro pop composée par Laurent Boutonnat, Mylène Farmer écrit un texte coquin et assez léger, dans lequel elle s'amuse à jouer avec les mots et les sonorités afin de décrire la fusion intellectuelle et physique entre deux êtres (« Même si j'en ai vu des culs [...] Même si j'en ai vu des cas [...] Bien sûr j'en ai vu des cons », « C'est son Q.I qui eut... », « Je vis le choc de cul...ture », « Devant telle érudition, langue morte... oh non! », « S'alanguir est pour moi... », « La physique des quanta, quant à moi... »).
Dans le refrain, elle fait notamment référence aux sculptures d'Auguste Rodin (« Il a les rondeurs d'un Rodin »).

## Sortie et accueil critique
Diffusé en radio à partir du 13 mai 2005, le single sort le 4 juillet 2005, avec une pochette présentant une photo signée par Dominique Issermann, montrant Mylène Farmer en porte-jarretelles, dos à un miroir (le reflet du miroir laissant entrevoir une partie des fesses de la chanteuse).

### Critiques
- « Un titre au texte savoureux et fort sur une musique up-tempo très efficace. » (Platine magazine)[5]
- « Mylène Farmer enchaîne sur une mélodie accrocheuse des jeux de mots plus coquins que sulfureux. » (Le Parisien)[6]
- « On retrouve avec bonheur les jeux de mots ambigus de Mylène, experte en la matière. » (La Dernière Heure)[7]
- « Un titre malicieusement érotique. » (Ouest-France)[8]
- « Un single en puissance taillé pour les dance-floors. » (Rolling Stone)[9]
- « Ce titre prouve que Mylène n'a rien perdu de sa verve coquine et de son usage subtil des jeux de mots. »[10]
- « Une chanson légère, coquine, dans laquelle Mylène paraît avoir pris un plaisir particulier à manier les mots. »[11]
- « Un texte intéressant et démontrant le sens de la formule (et de l'humour) de Mylène. »[2]

## Vidéo-clip

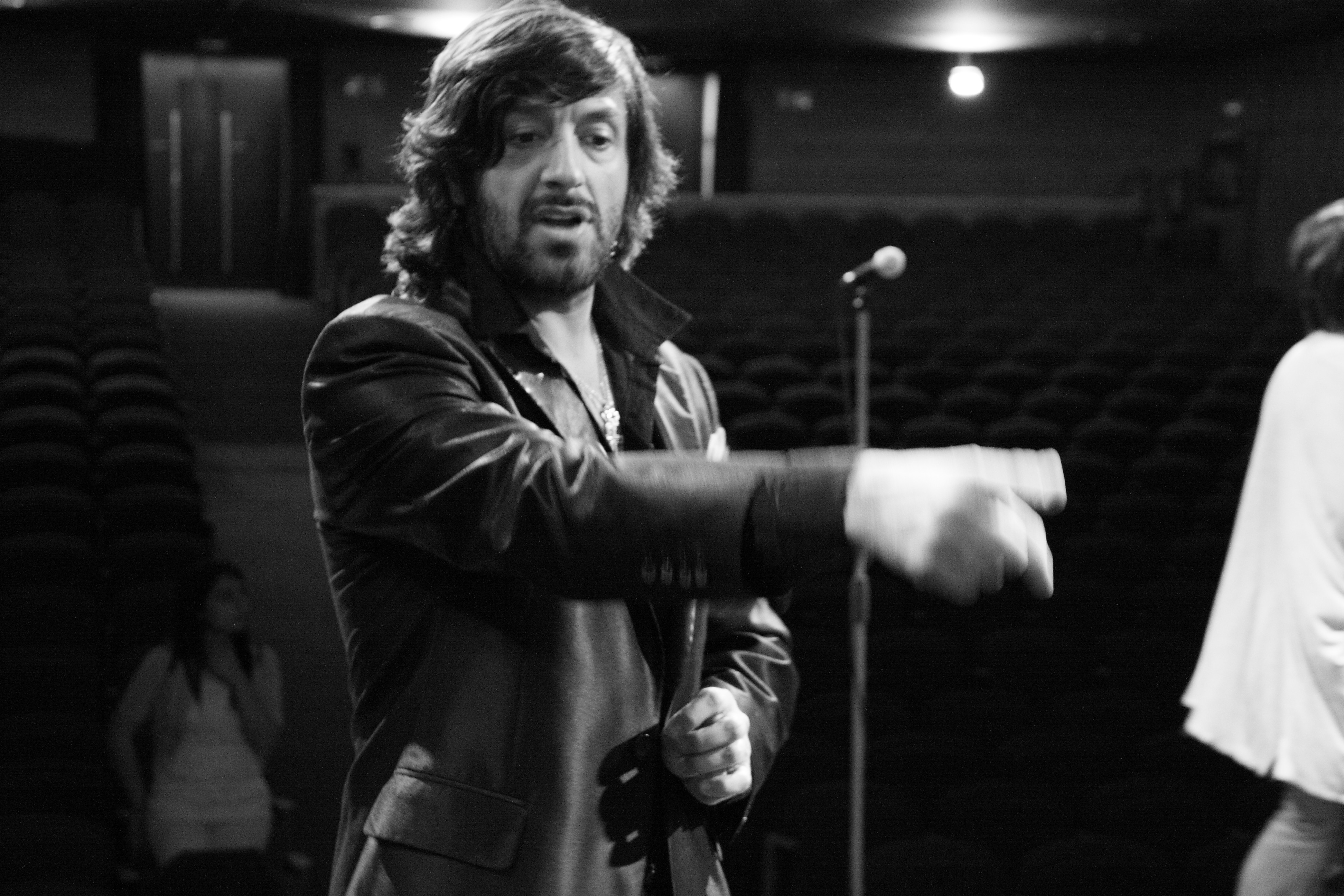
Rafael Amargo.

Tourné à Budapest, en Hongrie, au mois de mai 2005, le clip est réalisé par Benoît Lestang, qui avait déjà collaboré avec Mylène Farmer en confectionnant la marionnette du clip de Sans contrefaçon.
Le danseur espagnol Rafael Amargo joue le rôle du partenaire de la chanteuse.

### Synopsis
Dans le grand salon d'un appartement dont les murs servent de bibliothèque, Mylène Farmer et Rafael Amargo entament un jeu de séduction, entre danse de démonstration et danse lascive.
La scène finale présente le couple enlacé dans un lit, en train de fusionner littéralement, leurs mains s'enfonçant dans le dos l'un de l'autre.

### Sortie et accueil
Le clip est diffusé en télévision à partir du 29 juin 2005.
Bien que le clip n'ait pas été censuré, une publicité pour l'album Avant que l'ombre... présentant quelques secondes des clips Fuck Them All et Q.I a été censurée à cause de la présence d'images de la scène finale du clip de Q.I (avec la fusion des corps).
- « Des images très caliente entre le barbu espagnol et l'icône rouquine. » (Ici Paris)[12]
- « On retrouve dans ce clip toute l'influence de David Cronenberg sur le travail de Benoît Lestang notamment concernant ce plan filmé (rappelant eXistenZ et Le Festin nu) mais aussi le rôle de la vidéo (rappelant Vidéodrome). »[13]

## Promotion
Tout comme pour Fuck Them All, Mylène Farmer n'effectue aucune promotion pour la sortie de ce single.

## Classements hebdomadaires
Dès sa sortie, le titre atteint la 7e place du Top Singles, dans lequel il reste classé durant 18 semaines.

Certaines radios, dont NRJ, diffuseront également le remix de Chris Cox, Sanctuary's Radio Edit.
Q.I est la 11e chanson francophone la plus diffusée dans le monde en 2005.
| Classement (2005)          | Meilleure position |
| -------------------------- | ------------------ |
| Belgique - Wallonie        | 4                  |
| Europe                     | 24                 |
| France (Ventes)            | 7                  |
| France (Téléchargements)   | 9                  |
| France (Radios nationales) | 42                 |
| France (Radios régionales) | 26                 |
| France (TV)                | 3                  |
| Suisse                     | 33                 |

## Liste des supports
| 1. | Q.I                                         | 5:20 |
| 2. | Q.I (Sanctuary's Radio Edit, par Chris Cox) | 4:10 |
| 3. | Q.I (instrumental)                          | 5:20 |

| 1. | Q.I                                               | 5:20 |
| 2. | Q.I (Sanctuary's Edited Club Mix, par Chris Cox)  | 8:27 |
| 3. | Q.I (CQFD R. Club, par Syd)                       | 5:00 |
| 4. | Q.I (Rodin's Extended Club Mix, par Liquid Twins) | 4:58 |

| A.  | Q.I (Sanctuary's Club Remix)    | 10:55 |
| B1. | Q.I (Rodin's Extended Club Mix) | 4:58  |
| B2. | Q.I                             | 5:20  |

## Crédits
- Paroles : Mylène Farmer
- Musique et production : Laurent Boutonnat
- Programmation, claviers et arrangements : Laurent Boutonnat
- Guitare : Philippe Paradis
- Basse : Philippe Chayeb
- Batterie : Loïc Pontieux
- Chœurs : Mylène Farmer
- Prise de son et mixage : Jérôme Devoise
- Studio : Studio Guillaume Tell
- Éditions : Requiem Publishing[22]

## Interprétations en concert
Q.I n'a été interprété en concert que lors du spectacle Avant que l'ombre… À Bercy en 2006.
Sur ce titre, la chanteuse effectue une chorégraphie entourée de huit danseuses.

## Albums et vidéos incluant le titre

### Albums de Mylène Farmer
| Année | Album                        | Version                                     | Durée | Certifications de l'album      |
| 2005  | Avant que l'ombre...,        | Version Album Instrumental (réédition 2021) | 5:20  | 2 × Platine · Or · 2 × Platine |
| 2006  | Avant que l'ombre... À Bercy | Live 2006                                   | 6:58  | Or                             |
| 2011  | 2001-2011                    | Version Album                               | 5:20  | 2 × Platine · Or               |
| 2020  | Histoires de                 | Version Album                               | 5:20  | Platine                        |

### Vidéos de Mylène Farmer
| Année | Vidéo                             | Version    | Durée | Certifications de la vidéo |
| 2006  | Music Videos IV                   | Vidéo-clip | 4:00  | -                          |
| 2006  | Avant que l'ombre... À Bercy      | Live 2006  | 6:58  | Diamant                    |
| 2021  | Les clips - L'intégrale 1999-2020 | Vidéo-clip | 4:00  | -                          |